# Язвище (Ленинградская область)
Я́звище — деревня в Сабском сельском поселении Волосовского района Ленинградской области.

## История
Впервые упоминается в Писцовой книге Водской пятины 1500 года как деревня Язвища на речке на Пелети в Ястребинском Никольском погосте Копорского уезда.
На карте Ингерманландии А. И. Бергенгейма, составленной по шведским материалам 1676 года, она обозначена как деревня Jasowits.
На шведской «Генеральной карте провинции Ингерманландии» 1704 года — как Isowitza.
Как деревня Исерицы она обозначена на «Географическом чертеже Ижорской земли» Адриана Шонбека 1705 года.
Как деревня Язвиш упомянута на карте Ингерманландии А. Ростовцева 1727 года.
Обозначена на карте Санкт-Петербургской губернии Я. Ф. Шмидта 1770 года как мыза Язвинская .
На карте Санкт-Петербургской губернии Ф. Ф. Шуберта 1834 года упоминается как деревня Язвища, состоящая из 38 крестьянских дворов.

ЯЗВИЩЕ — деревня принадлежит братьям Сахаровым, число жителей по ревизии: 137 м. п., 143 ж. п. (1838 год)

Упоминается на карте Ф. Ф. Шуберта 1844 года как деревня  Язвища, состоящая из 33 дворов.
На карте профессора С. С. Куторги 1852 года она обозначена как деревня Язвища из 23 дворов.

ЯЗВИЩЕ — деревня ротмистра Сахарова, 10 вёрст по почтовой, а остальное по просёлочной дороге, число дворов — 41, число душ — 158 м. п. (1856 год) 

ЯЗВИЩЕ — деревня владельческая при колодце, по левую сторону от 2-й Самерской дороги, число дворов — 44, число жителей: 139 м. п., 192 ж. п.  (1862 год)

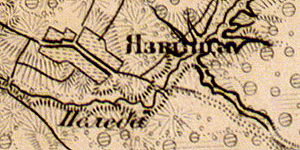
Деревня Язвище на карте 1863 года

Согласно карте из «Исторического атласа Санкт-Петербургской Губернии» 1863 года деревня называлась Язвища.
В конце XIX — начале XX века деревня административно относилась к Редкинской волости 1-го стана Ямбургского уезда Санкт-Петербургской губернии.
С 1917 по 1927 год деревня Язвище входила в состав Язвищенского сельсовета Редкинской волости Кингисеппского уезда.
Согласно данным переписи населения СССР 1926 года в деревне Язвище проживали 276 человек, все русские.
С февраля 1927 года в составе Молосковицкой волости. С августа 1927 года в составе Молосковицкого района.
С 1928 года в составе Слепинского сельсовета.
С 1931 года в составе Волосовского района.
По данным 1933 года деревня Язвище входила в состав Слепинского сельсовета Волосовского района.

Деревня Язвище на карте 1940 года

Согласно топографической карте РККА 1940 года деревня насчитывала 68 дворов. В деревне находились: часовня и ветряная мельница. В 1940 году население деревни Язвище составляло 284 человека.
Деревня была освобождена от немецко-фашистских оккупантов 31 января 1944 года.
С 1954 года в составе Волновского сельсовета.
С 1963 года в составе Кингисеппского района.
С 1965 года вновь в составе Волосовского района. В 1965 году население деревни Язвище составляло 25 человек.
По данным 1966 года деревня называлась Язвищи и находилась в составе Волновского сельсовета.
По данным 1973 и 1990 годов деревня Язвище находилась в составе Сабского сельсовета Волосовского района.
В 1997 году в деревне Язвище проживали 2 человека, деревня относилась к Сабской волости, в 2002 году — 6 человек (все русские), в 2007 году — 7, в 2010 году — 6 человек.

## География
Деревня расположена в юго-западной части района к востоку от автодороги 41А-186 (Толмачёво — автодорога «Нарва»).
Расстояние до административного центра поселения — 6 км.
Расстояние до ближайшей железнодорожной станции Молосковицы — 41 км.
Деревня находится на правом берегу реки Пеледа.

## Демография
| 1838 | 1862 | 1997 | 2002 | 2007 | 2010 | 2014 |
| ---- | ---- | ---- | ---- | ---- | ---- | ---- |
| 280  | ↗331 | ↘2   | ↗6   | ↗7   | ↘6   | ↘2   |
| 2017 |      |      |      |      |      |      |
| →2   |      |      |      |      |      |      |

### Национальный состав
Согласно данным Всероссийской переписи населения 2021 года в деревне проживали 3 человека, все русские.